# ウェタル海峡
ウェタル海峡（ウェタルかいきょう、インドネシア語: Selat weter, 英語: Wetar Strait ）はウェタル島とティモール島の東部を隔てるインドネシアと東ティモールの国際海峡である。最も狭いポイントで、海峡の幅は36km。西にはアタウロ島、それ以西にはオンバイ海峡がある。東は、バンダ海の南部とマルク諸島の最南部となる。